# Йохан Албрехт фон Йотинген-Шпилберг
Йохан Албрехт фон Йотинген-Шпилберг (на немски: Johann Albrecht von Oettingen-Spielberg; * 1591; † 18 юни 1632, Оберцел) е граф и господар на Йотинген и господар на Валерщайн в Швабия и на Шпилберг (близо до Гунценхаузен в Средна Франкония), Бавария.

## Биография
Той е вторият син на граф Вилхелм III фон Йотинген-Шпилберг (1570 – 1600) и съпругата му графиня Елизабет Фугер цу Кирхберг и Вайсенхорн (1570 – 1596), дъщеря на граф Маркс Фугер фон Кирхберг-Вайсенхорн-Нордендорф (1529 – 1597) и първата му съпруга графиня Сибила фон Еберщайн (1531 – 1589). По-големият му брат граф Маркс Вилхелм фон Йотинген-Шпилберг е убит в битка при Ньордлинген на 15 септември 1614 г.
Йохан Албрехт се жени на 6 ноември 1622 г. в Аугсбург за графиня Мария Елизабет Фугер цу Кирхберг-Вайсенхорн (* 11 септември 1605; † 15 септември 1628, Валерщайн), дъщеря на фрайхер Антон Фугер-Оберндорф (1563 – 1616) и втората му съпруга фрайин Елизабета Фугер цу Кирхберг (1584 – 1636). Те нямат деца. Нейната сестра Мария Магдалена (1606 – 1670) се омъжва в Аугсбург на 7 февруари 1624 г. за граф Ернст II фон Йотинген-Валерщайн (1594 – 1670).
Йохан Албрехт се жени втори път на 6 ноември 1629 г. в Орт в Долна Австрия за графиня Мария Гертруд фон Папенхайм-Тройхлинген (* 5 юни 1599; † 25 март 1675), дъщеря на маршал Файт (Витус) фон Папенхайм (1535 – 1600) и втората му съпруга фрайин Мария Салома фон Прайзинг († 1648).
Йохан Албрехт е убит в битката при Оберцел, Швабия, на 18 юни 1632 г. и е погребан в Св. Манг, Фюсен.

## Деца
Йохан Албрехт и втората му съпруга Мария Гертруд имат две деца:
- Йохан Франц фон Йотинген-Шпилберг (13 юни 1631 в Йотинген – 25 ноември 1665 в Йотинген), граф на Йотинген-Шпилберг, женен на 11 февруари 1654 г. в Танценберг за графиня Лудовика Розалия фон Атемс-Танценберг (1630 – 1 юни 1709), родители на Франц Албрехт (1663 – 1737), 1. княз на Йотинген-Шпилберг
- Мария Клаудия (26 май 1632 – 27 юли 1663 в Мюнхен), омъжена на 17 септември 1651 г. в Алтьотинг за граф Фердинанд Лоренц фон Вартенберг (9 август 1606 – 18 март 1666)

## Галерия
- Дворец Валерщайн
- Дворец Шпилберг (2016)
- Дворец Шпилберг